# アリカンテ
アラカント（バレンシア語：Alacant, バレンシア語: [alaˈkant]）またはアリカンテ（スペイン語：Alicante, スペイン語: [aliˈkante]）は、スペイン・バレンシア州アリカンテ県のムニシピ（基礎自治体）。アリカンテ県の県都であり、コスタ・ブランカと呼ばれる地中海沿岸地域にある。バレンシア語名とスペイン語名が優劣の差なく公式名であり、公的文書では両言語名を並べてスラッシュで区切った「Alacant/Alicante」という表記が用いられることがある。

## 地理
地中海に面する港湾都市である。近隣の都市としては、20キロ南西にエルチェ、70キロ南西にムルシアが位置している。

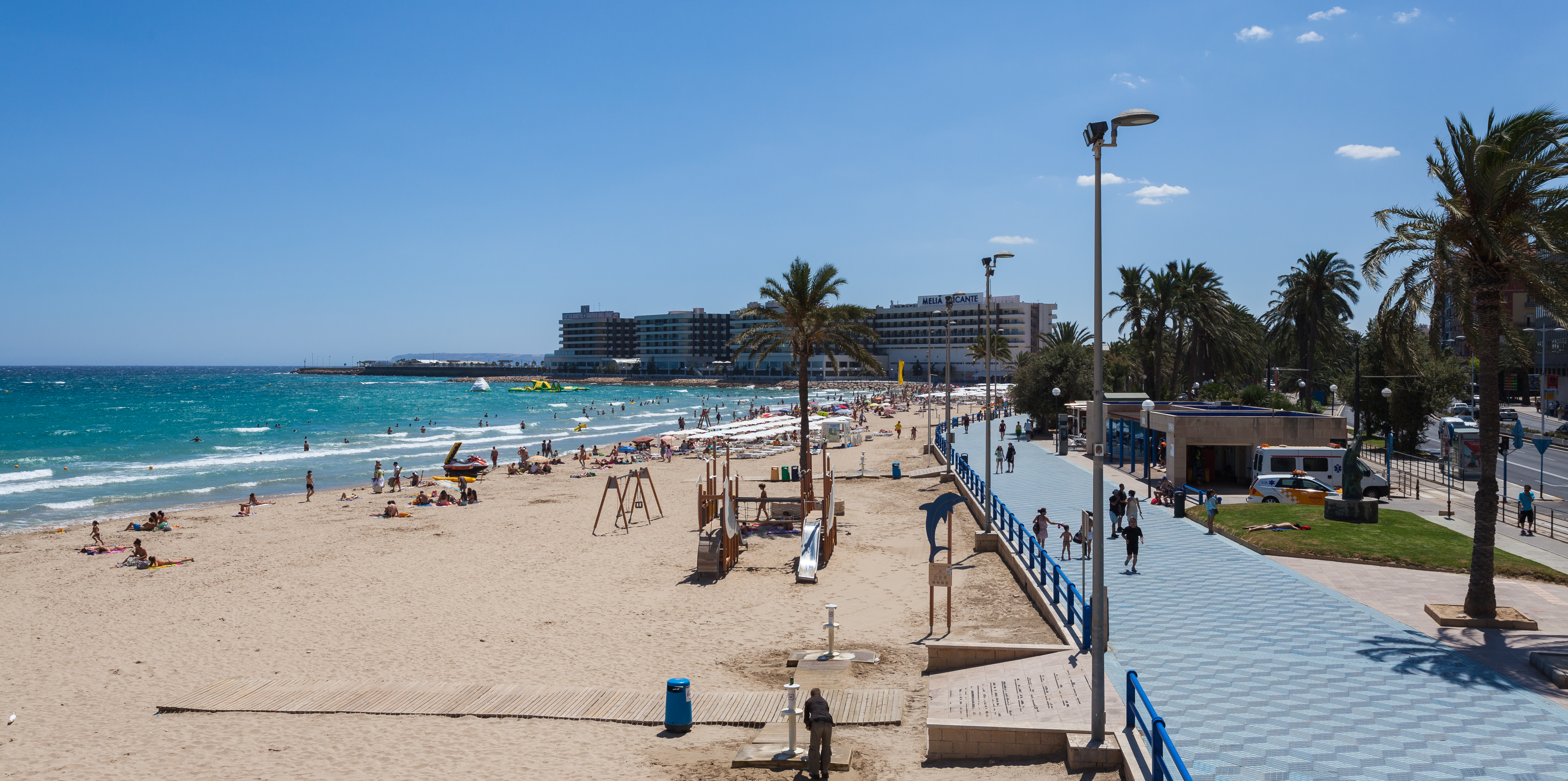

### 気候
アリカンテの夏季は暑く、冬季は穏やかである、降水量が少ない。ケッペンの気候区分ではステップ気候(BSh)に区分される。1月の気温は摂氏6.7度から17.0度、8月の気温は摂氏21.5度から30.8度である。冬季の日中の気温はヨーロッパ有数の高さであり、スペインのムルシア州カルタヘナやアンダルシア州アルメリアに次ぐ水準である。年平均気温は摂氏18.3度である。年降水量は277mmであり、9月と10月に多い。年日照時間は2953時間である。降雪は1926年から確認されていない。アリカンテの気候はアメリカ合衆国西海岸のロサンゼルスの気候に似通っている。

### 人口
2017年の人口は329,988人であり、バレンシア州では州都バレンシアに次いで第2位である。アリカンテ、サン・ビセンテ・デル・ラスペイグ、サン・ジョアン・ダラカント、ムチャメル、エル・カンペーリョからなるコナーベーション（集合都市）の人口は2016年時点で約45万人である。また、エルチェやその周辺都市を含む都市圏の人口は2014年時点で約75万人であり、スペイン第8位の都市圏を形成している。
2016年にはアリカンテの人口の12.56%が外国人であり、その国籍は128か国にも及んでいた。多い順にアルジェリア（7427人）、モロッコ（3587人）、ルーマニア（2930人）、コロンビア（2272人）、イタリア（2208人）、ロシア（1982人）、中国（1593人）、ウクライナ（1497人）、アルゼンチン（1447人）、エクアドル（1346人）、フランス（1338人）である。
| アラカント / アリカンテの人口推移 1900－2010            |
|                                                         |
| 出典:INE（スペイン国立統計局）1900年 - 1991年、1996年 - |

## 歴史

### 古代

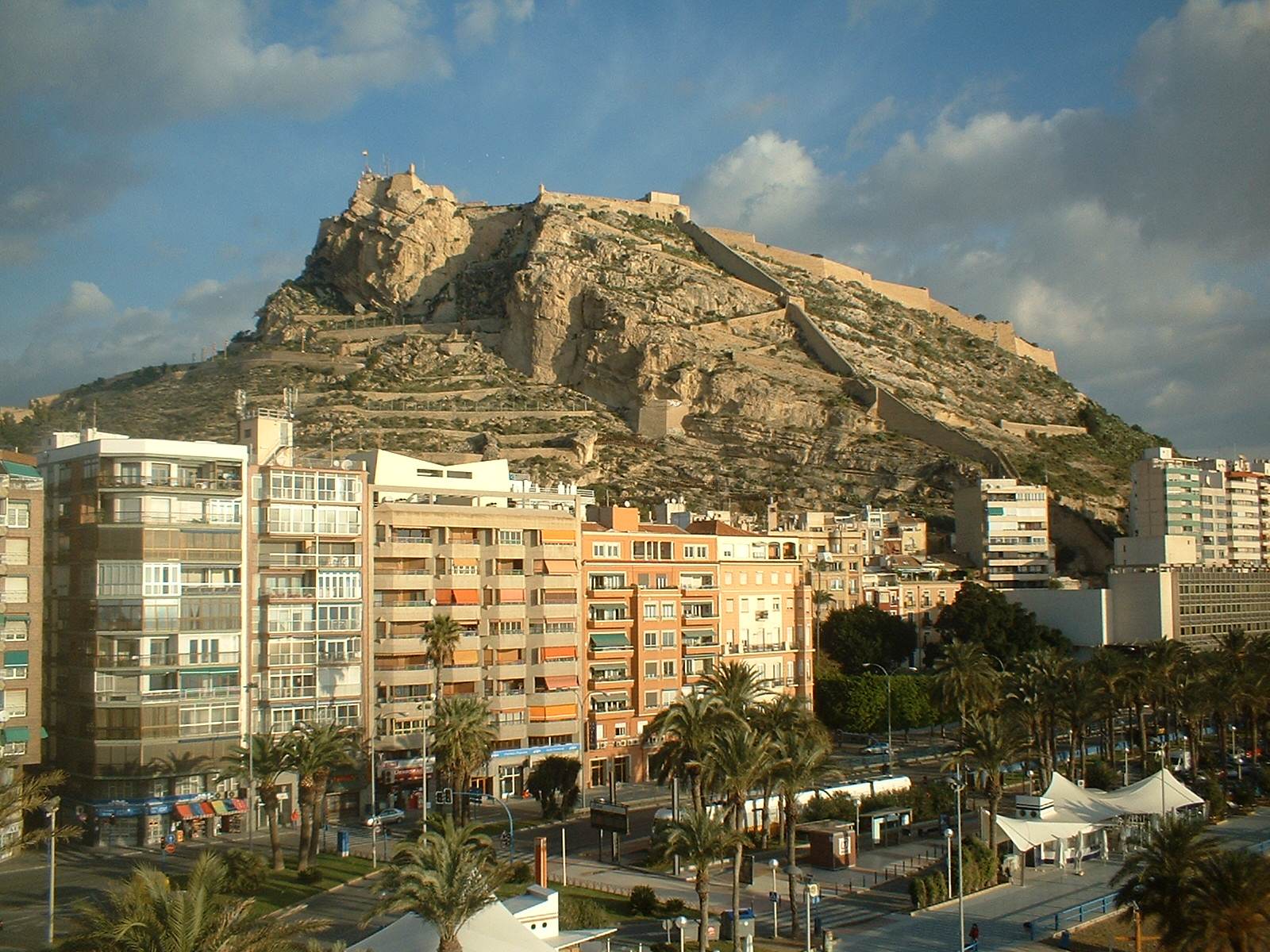
ベナカンティル山にあるサンタ・バルバラ城

アリカンテ周辺には7000年以上前から人が居住していた。紀元前3世紀、フェニキア人の植民市カルタゴの名門であるバルカ家によってこの町が建設され、当時はアクラ・レウケ(Akra Leuka)と称された。しかし、カルタゴは古代ローマとの第二次ポエニ戦争に敗れ、アクラ・レウケもローマの支配下におかれた。ローマの統治下ではルセントゥム(Lucentum)と称された。

### イスラーム時代
8世紀にイスラーム勢力のウマイヤ朝に征服され、9世紀にはベナカンティル山に要塞（現在のサンタ・バルバラ城）が建設された。中世イスラームの地理学者であるイドリースィーは、この要塞をバヌ＝イカティル(Banu-lQatil)と呼んでいる。後ウマイヤ朝やタイファ諸国によって、13世紀までイスラーム勢力による支配は続いた。

### レコンキスタ後

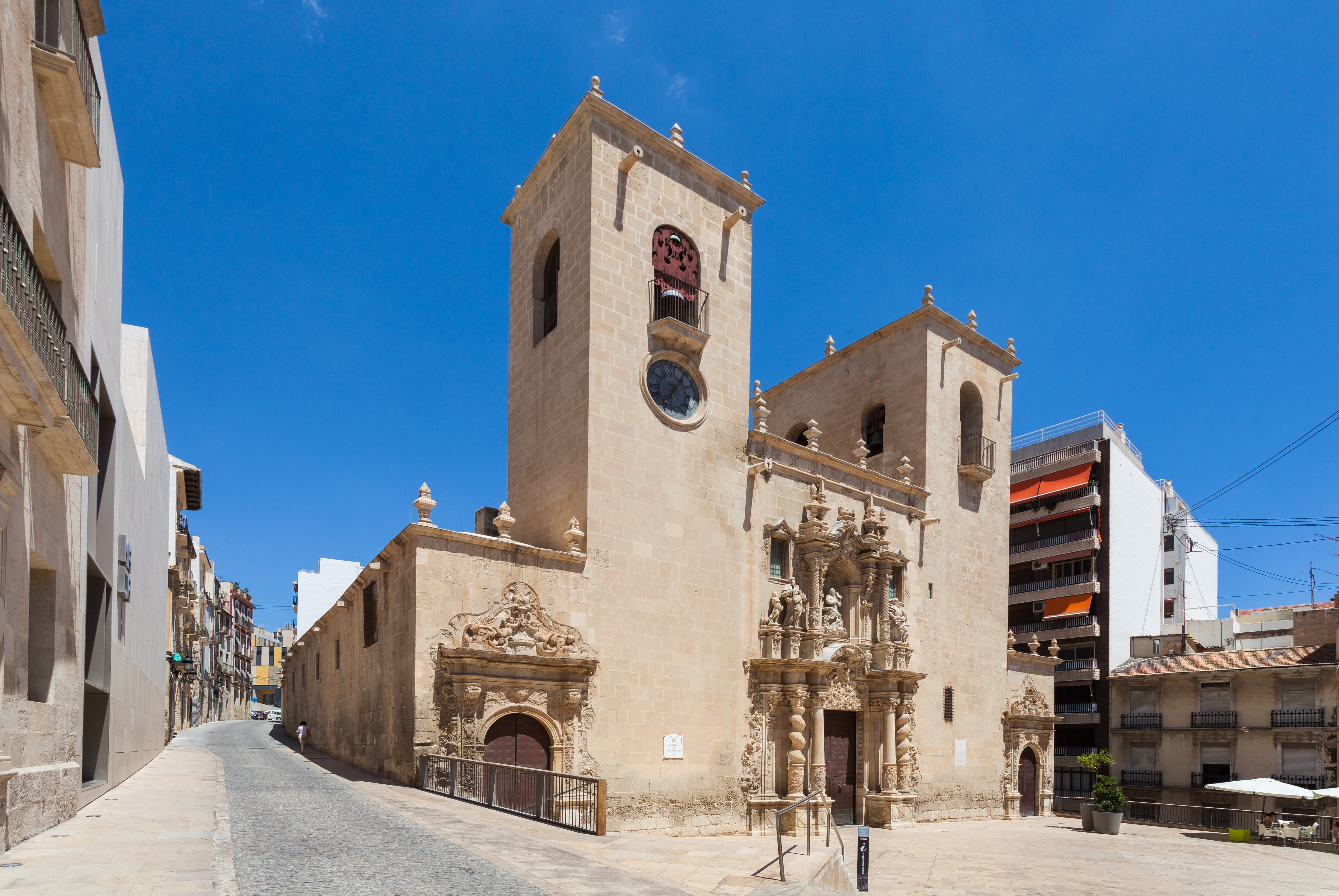
14世紀から16世紀に建設されたサンタ・マリア教会

1237年にはアラゴン王ハイメ1世（ジャウマ1世）がバレンシア地方を征服（レコンキスタ）してバレンシア王国を建設し、1248年12月4日にはカスティーリャ王アルフォンソ10世がアリカンテを征服し、ベナカンティル山の要塞を聖バルバラに因んでサンタ・バルバラ城に改称した。ハイメ1世とアルフォンソ10世はアルミスラ条約を結んで領土を確定させ、アリカンテはアラゴン連合王国の支配下に入った。1469年にはカスティーリャ王国とアラゴン王国の同君連合が形成されてスペイン王国が成立し、アリカンテはコメ、ワイン、オリーブオイル、オレンジ、羊毛を地中海に向けて輸出する貿易基地となった。
1609年にはスペイン王フェリペ3世によってモリスコ追放が行われ、レコンキスタ後のバレンシア地方に残っていた何千人ものモリスコ（カトリックに改宗したイスラム教徒）が追放された。これによって熟練した職人や農業従事者が減少し、領主による封建社会は衰退していった。1701年から1714年に起こったスペイン継承戦争では、アリカンテの町がフランス・ブルボン家の軍隊に包囲されていた。スペイン継承戦争後には経済がさらに悪化し、アリカンテは18世紀から19世紀にかけて長く続く低迷期に入った。この時代には靴製造業、オレンジやアーモンドなどの農業、漁業などの産業があった。

### 近代

1932年のアリカンテ市街

19世紀末にはアリカンテ港からの国際的な貿易が増加し、アリカンテの地域経済は急速に回復した。1910年代の第一次世界大戦でスペインは中立を保ち、アリカンテはその恩恵を受けて産業や農業が発展した。1920年代の第3次リーフ戦争では、多数のアリカンテ出身者がスペイン領モロッコにおいてリーフ共和国軍との戦闘を余儀なくされた。1920年代後半の政治不安により、1931年にはアルフォンソ13世国王が亡命してスペイン第二共和政が成立した。
1936年から1939年におこったスペイン内戦において、アリカンテは共和国政府に忠誠を誓ったが、1939年4月1日にはフランシスコ・フランコを首謀者とする反乱軍に占領された。占領前の1938年5月25日には反乱軍に協力したイタリア空軍によってアリカンテ爆撃が行われ、300人以上の市民が亡くなっている。1950年代後半から1960年代初頭には観光業が発達し、ホテル、レストラン、バーなどが多数建設された。1936年からあった古いラ・ラバーサ飛行場は閉鎖され、1967年にはアリカンテ＝エルチェ空港が開港した。施設が近代化されて利便性が高まったことで、北ヨーロッパ諸国からの観光客を運ぶ定期便が多数運行されるようになった。フランコが1975年に死去して、フアン・カルロス1世が国王に即位すると、スペイン1978年憲法が制定されて立憲君主制に移行した。

### 現代
1982年7月10日にはバレンシア自治顕彰が制定されて、アリカンテ県・バレンシア県・カステリョン県からなるバレンシア州が発足し、アリカンテはバレンシア州アリカンテ県の自治体となった。1980年代のアリカンテでは産業空洞化が起こり、バレンシア州における海上貿易の大半がバレンシアのバレンシア港に移ると、アリカンテ港は貿易港からクルーズ船の寄港地への転換を図った。2007年には72回隻のクルーズ船が寄港し、約80,000人の乗客と約30,000人の乗組員が上陸した。
2021年10月22日、一帯が集中豪雨に見舞われ住宅地が浸水するなどの被害が生じた。

## 政治
| 任期      | 首長名                                                                   | 政党                                     |
| --------- | ------------------------------------------------------------------------ | ---------------------------------------- |
| 1979–1983 | José Luis Lassaletta Cano                                                | スペイン社会労働党(PSPV-PSOE)            |
| 1983–1987 | José Luis Lassaletta Cano                                                | スペイン社会労働党(PSPV-PSOE)            |
| 1987–1991 | José Luis Lassaletta Cano                                                | スペイン社会労働党(PSPV-PSOE)            |
| 1991–1995 | Ángel Luna González                                                      | スペイン社会労働党(PSPV-PSOE)            |
| 1995–1999 | Luis Díaz Alperi                                                         | 国民党(PP)                               |
| 1999–2003 | Luis Díaz Alperi                                                         | 国民党(PP)                               |
| 2003–2007 | Luis Díaz Alperi                                                         | 国民党(PP)                               |
| 2007–2011 | Luis Díaz Alperi(07-08) Sonia Castedo Ramos(08-11)                       | 国民党(PP)                               |
| 2011–2015 | Sonia Castedo Ramos(11-14) Andrés LLorens(14-15) Miguel Valor Peidró(15) | 国民党(PP)                               |
| 2015–2019 | Gabriel Echávarri Fernández(15-18) Luis José Barcala Sierra(18-)         | スペイン社会労働党(PSPV-PSOE) 国民党(PP) |
| 2019–2023 | Luis José Barcala Sierra                                                 | 国民党(PP)                               |
| 2023–     | n/d                                                                      | n/d                                      |

## 経済

### アリカンテ港

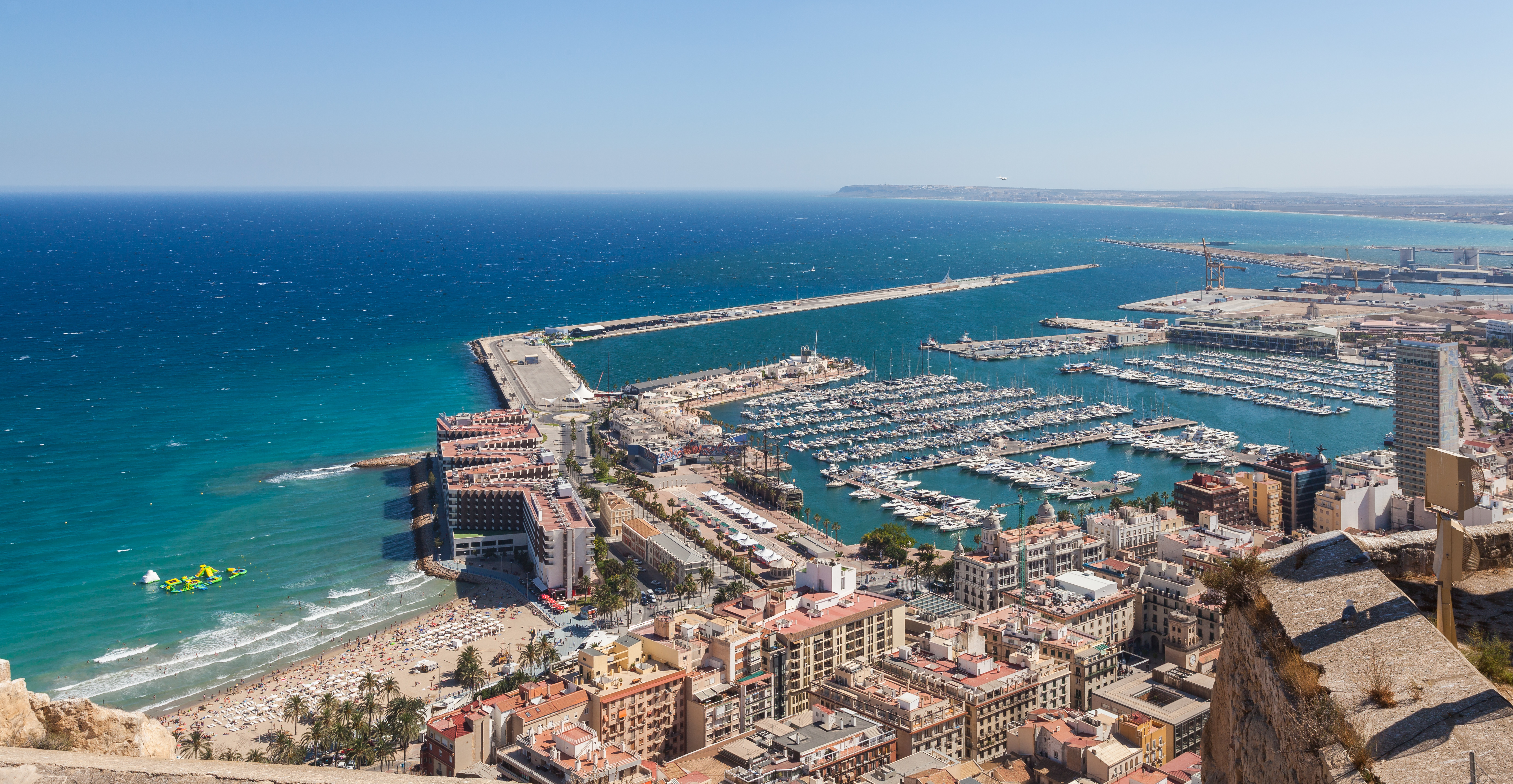
アリカンテ港

レコンキスタ後の1271年にはカスティーリャ王アルフォンソ10世によって、アリカンテが地中海の公共港として宣言された。アラゴン王フアン2世の治世の1476年以後には防波堤が建設された。中近世には干しブドウ、アーモンド、エスパルト（縄の原料）、塩、ワインなどがアリカンテ港から輸出された。17世紀にスペイン帝国がアメリカ大陸との間の貿易を開始すると、アリカンテ港は新大陸貿易の拠点であるカディス港やセビリア港に次いで重要な貿易港となった。
1960年代にはコスタ・ブランカの観光ブームが起こり、1980年代の産業衰退以後にはクルーズ港への転換を図っている。1990年代後半には第2の観光ブームが起こり、地中海の砂浜海岸、重要文化財のサンタ・バルバラ城、重要文化財のサンタ・マリア教会、サン・ニコラス・デ・バリ大聖堂、重要文化財のレハスの塔などの観光地に観光客が押し寄せた。2008年に始まった世界的な景気後退まで、アリカンテはスペインの中でも特に急成長している都市のひとつだった。

### 組織・企業

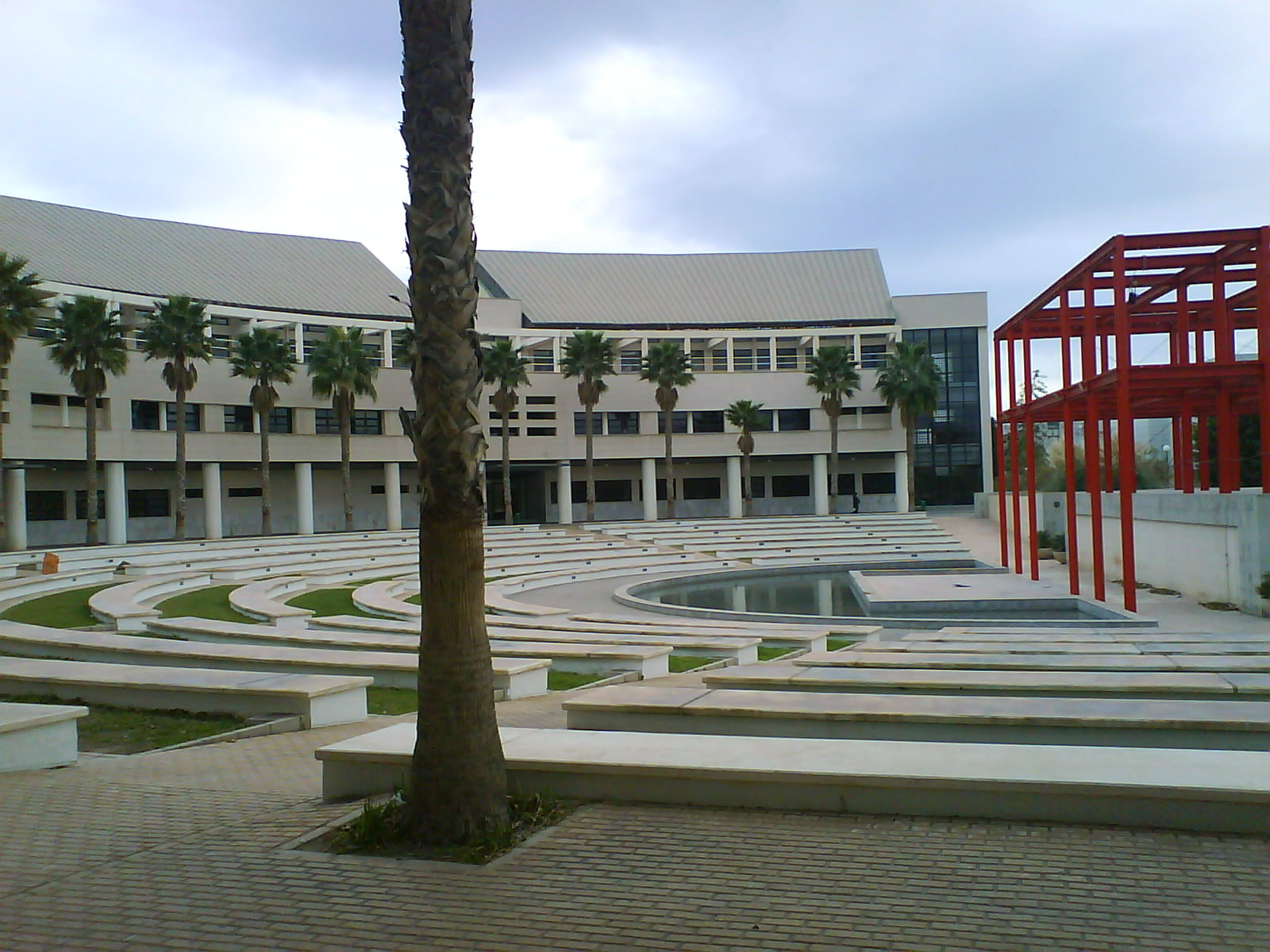
アリカンテ大学

アリカンテの経済はサービス部門や公共事業としての建設業に依存している。物流拠点として重要な役割を果たすほか、アルミニウムなどの工業も盛んである。かつてはタバカレラの後継企業であるアルタディスの大規模たばこ工場があったが、この工場は2009年に閉鎖された。
北部郊外のサン・ビセンテ・デル・ラスペイグには公立（州立）のアリカンテ大学があり、27,000人以上の学生が学んでいる。アリカンテ大学は1979年にアリカンテ県初の公立大学として開学し、ラ・ラバッサ飛行場の跡地にキャンパスが建設されている。エルチェに本部を置くエルチェ・ミゲル・エルナンデス大学の一部は、アリカンテ郊外のサン・ジョアン・ダラカントにある。
アリカンテには欧州連合の専門機関である欧州連合知的財産庁(EUIPO)の本部があり、アリカンテには知的財産庁の職員が多数居住している。
2005年にはヨーロッパ有数の映画スタジオであるシウダ・デ・ラ・ルスがアリカンテに開設され、2005年から2012年の間にスペイン国内外の約60作品が製作された。2008年のフランシス・フォード・コッポラ監督の『テトロ 過去を殺した男』、2008年の『マノレテ 情熱のマタドール』（ペネロペ・クルス、エイドリアン・ブロディ主演）、2012年のリドリー・スコット監督の『プロメテウス』、2012年のフアン・アントニオ・バヨナ監督の『インポッシブル』などがこの映画スタジオで撮影されている。しかし2012年、映画スタジオが公共自治体から受け取っている補助金が欧州連合競争法に違反していると欧州委員会に指摘され、2012年10月に閉鎖された。

## 交通

### 航空

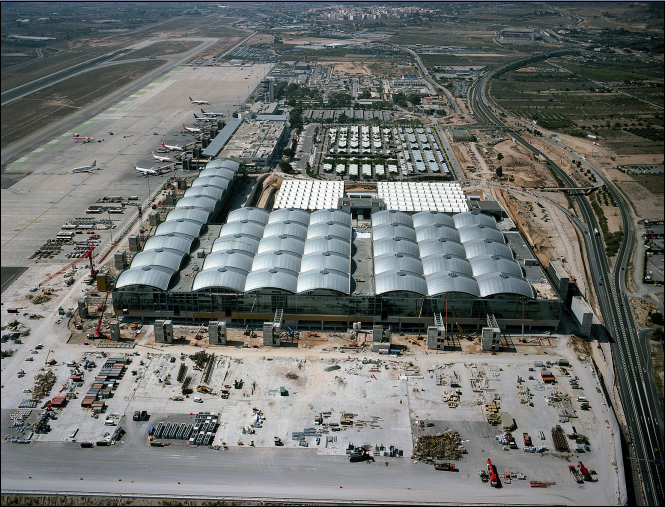
アリカンテ＝エルチェ空港

アリカンテとエルチェの中間付近にはアリカンテ＝エルチェ・ミゲル・エルナンデス空港があり、バレンシア近郊のバレンシア空港をしのいでバレンシア州でもっとも旅客数の多い空港となっている。アドルフォ・スアレス・マドリード＝バラハス空港、バルセロナ＝エル・プラット空港、パルマ・デ・マヨルカ空港、マラガ空港に次いで、スペインで5番目に旅客数の多い空港である。イベリア航空やブエリング航空によってマドリード便やバルセロナ便が頻繁に運航されているほか、ライアンエアー、イージージェット、Jet2.comなどによって西ヨーロッパの主要都市に対しても運航されている。アルジェリアやロシアに向かう定期便も運航されている。

### 鉄道

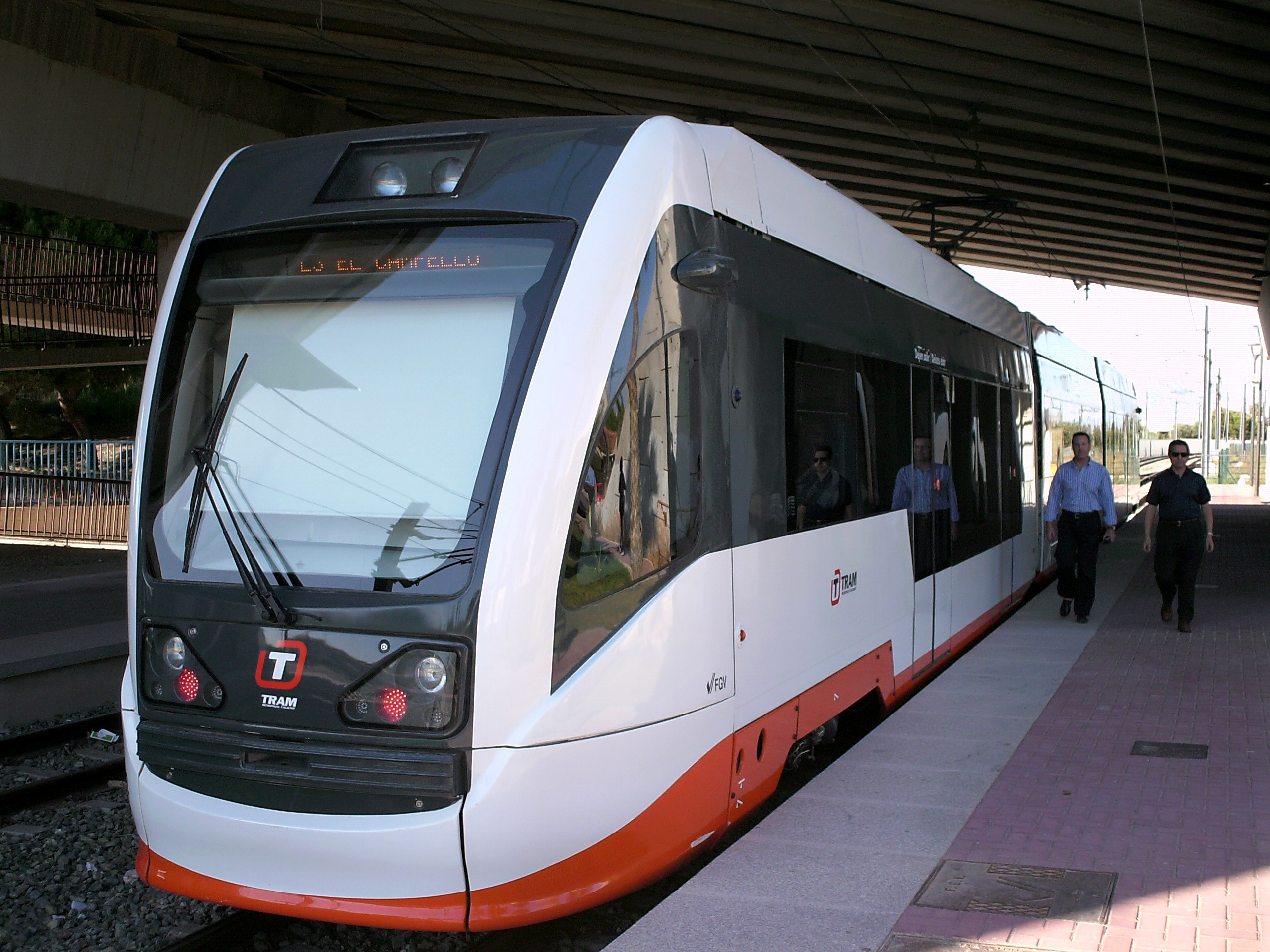
アリカンテ・トラム

アリカンテ駅には近郊鉄道のセルカニアス・ムルシア/アリカンテなどの列車が発着し、またマドリード、バルセロナ、バレンシアに向かう中距離列車も頻繁に運行されている。1999年にはトラム（路面電車）であるアリカンテ・トラムが運行を開始した。コスタ・ブランカの諸都市との間に4路線を有しており、北東に向かうL-1号線とL-3号線はエル・カンペーリョやビジャホヨーサ/ラ・ビラ・ホヨーサやベニドルムやデニアに、北西に向かうL-2号線はサン・ビセンテ・デル・ラスペイグに、L-4号線は市内のプラヤ・デ・サン・フアン地区に至る。L-1号線はアリカンテからベニドルムまでが電化区間、ベニドルムからデニアまでが非電化区間である。

### 海上交通
アリカンテ港からはバレアレス諸島のマヨルカ島のパルマ・デ・マヨルカに向けて、またアフリカ大陸のアルジェリアのアルジェやオランに向けて定期便が運航されている。

## 文化

### 祭礼

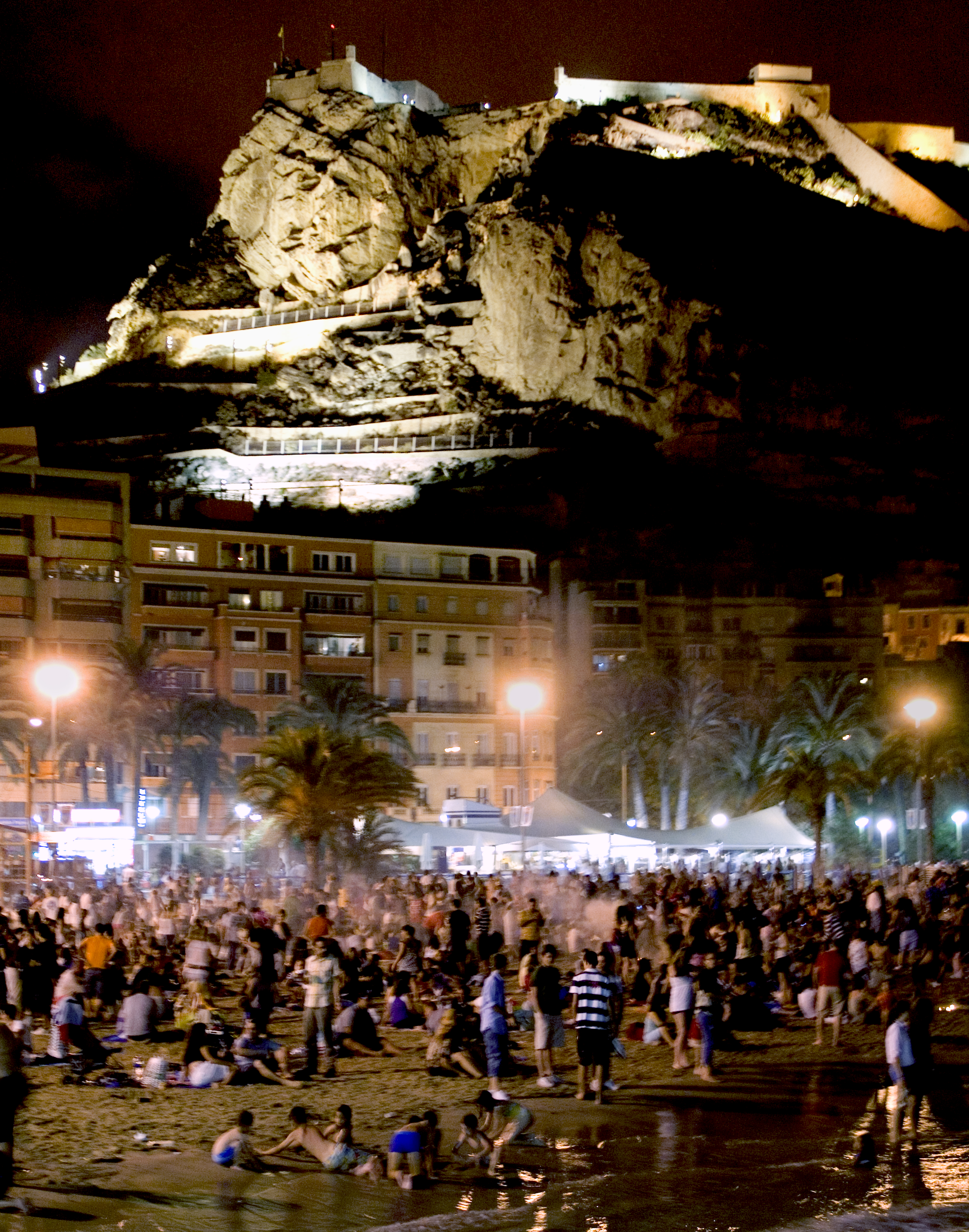
サン・フアンの火祭り

アリカンテでもっとも重要な祭礼は、毎年6月下旬のサン・フアンの火祭り（フォゲレス・デ・サン・フアン）であり、世界各国の類似の祭礼と同じく夏至に近い期間に開催される。時事問題や時の人をモチーフに作成した風刺人形を燃やす祭りである。ポスティゲ海岸では一週間にわたって花火大会が開催される。
アルトサーノ地区やサン・ブラス地区で開催されるムーア人とキリスト教徒の祭礼もよく知られている。また、毎年夏季には2か月にわたってプエルト遊歩道で音楽・演劇・舞踊の各種イベントが開催される。

### スポーツ

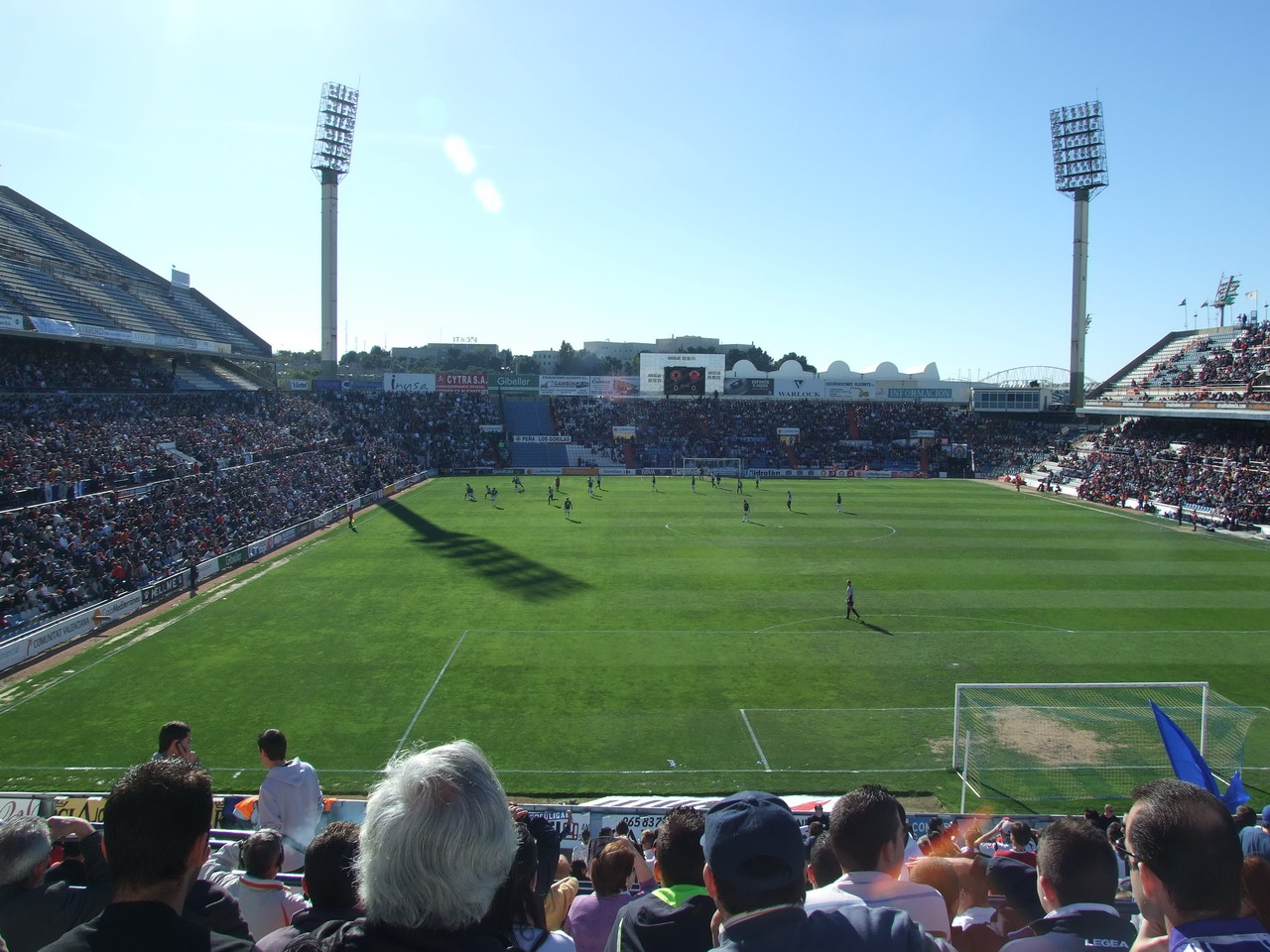
エスタディオ・ホセ・リコ・ペレス

アリカンテにはかつて一定規模のサッカークラブが2クラブ存在した。1918年設立のアリカンテCFと1922年設立のエルクレスCFである。エルクレスCFは1935-36シーズンに初めてプリメーラ・ディビシオンに在籍し、現在に至るまで20シーズン以上をプリメーラ・ディビシオンに在籍している。セグンダ・ディビシオンでは3度優勝しており、プリメーラ・ディビシオンでは1974-75シーズンの5位が最高成績である。アリカンテCFはプリメーラ・ディビシオンに在籍したことはなく、5シーズンをセグンダ・ディビシオンに在籍している。アリカンテCFは2014年に財政面の問題により解散した。エルクレスCFは29,500人収容のエスタディオ・ホセ・リコ・ペレスをホームスタジアムとしている。
1994年にはバスケットボールクラブのCBルセントゥム・アリカンテが設立され、2000-01シーズンに初めてリーガACBに在籍すると、2004-05シーズンと2011-12シーズンにはプレーオフに出場した。1999-2000シーズンと2001-02シーズンにはLEBオロで優勝している。CBルセントゥム・アリカンテは2015年に財政面の問題により解散した。
地球を一周するヨットレースのボルボ・オーシャンレースはアリカンテに本部を置いており、2008-09シーズン以降はアリカンテがスタート地点となっている。

## 姉妹都市
- カルロフォルテ、イタリア
- ヘルツリーヤ、イスラエル
- レオン、ニカラグア
- マタンサス、キューバ
- ニース、フランス
- オラン、アルジェリア
- リガ、ラトビア
- 豊岡市、日本
- 温州市、中国

## 出身者

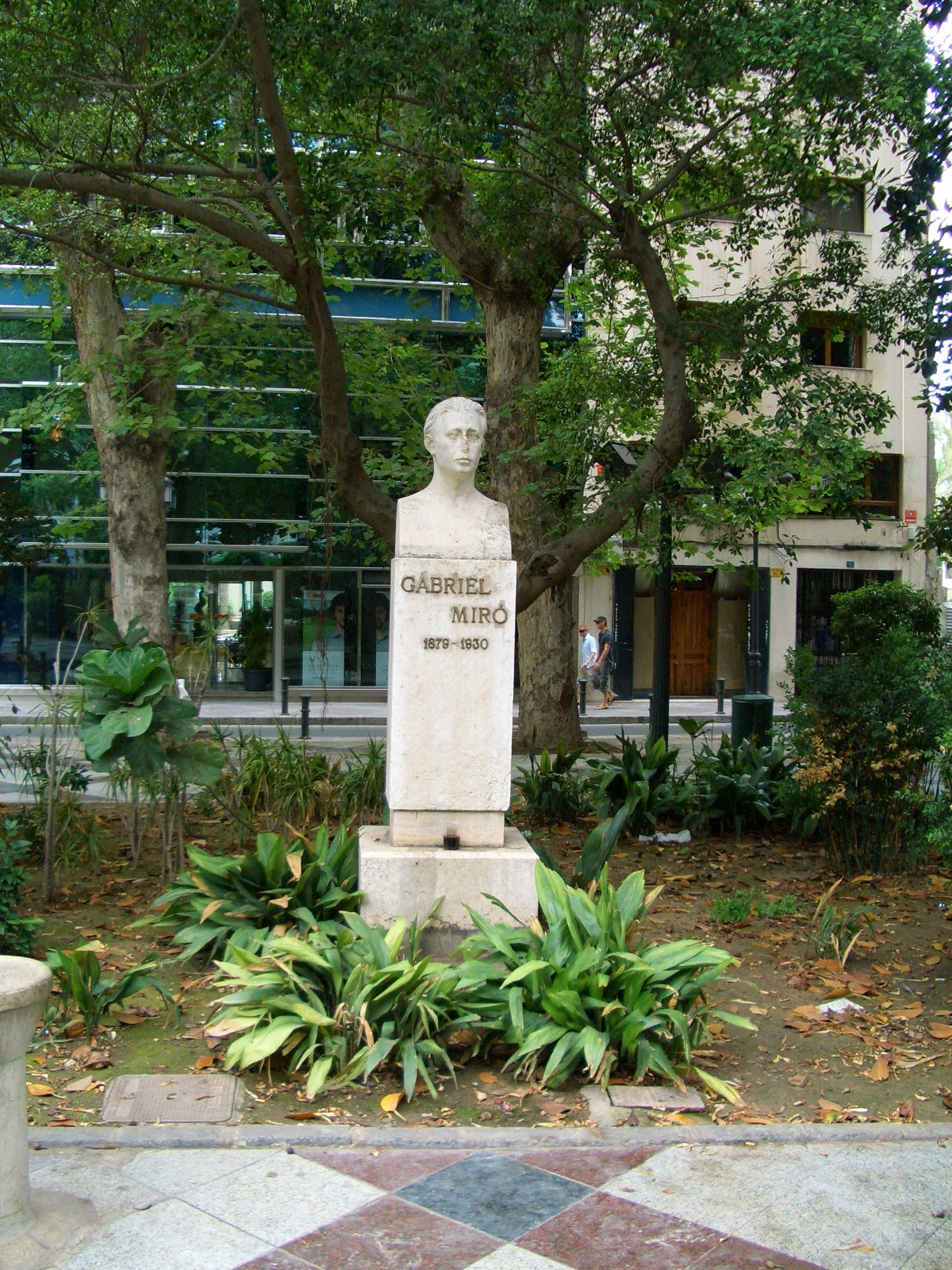
アリカンテにあるガブリエル・ミローの彫像

- フランシスコ・ハビエル・デ・バルミス（英語版）(1753–1819) : 医師。
- ラファエル・アルタミラ・イ・クレベア(1866-1951) : 歴史学者・法学者。
- カルロス・アルニチェス（英語版）(1866–1943) : 小説家。
- マヌエル・セナンテ・マルティネス（英語版）(1873–1959) : 編集者。
- ガブリエル・ミロー（英語版）(1879–1930) : 小説家。
- ペドロ・フェランディス（英語版）(1928-) : バスケットボール指導者。
- アスンシオン・バルデス（英語版）(1950-) : ジャーナリスト。
- フアン・エスカレ（英語版）(1969) : フィールドホッケー選手。アトランタ五輪銀メダル。
- Nahemah（英語版） : ヘビーメタルバンド。
- フェレ・マルティネス(1975-) : 俳優。
- トニョ(1979-) : サッカー選手。
- ダビド・コルコレス(1985-) : サッカー選手。
- フアンフラン(1985-) : サッカー選手。
- ミゲル・デ・ラス・クエバス(1986-) : サッカー選手。
- アレハンドラ・ケレーダ(1992-) : 新体操選手。リオ五輪女子団体総合銀メダル。